# Фрідріх-Карл Некель
Фрідріх-Карл Некель (Ньокель) (нім. Friedrich-Karl Nökel; 2 червня 1917, Фельберт — 17 жовтня 1998, Ноймюнстер) — німецький танкіст, майор вермахту, кавалер Лицарського хреста Залізного хреста.

## Нагороди
- Медаль «У пам'ять 1 жовтня 1938» з застібкою «Празький град» (5 листопада 1939) — як унтер-офіцер і резервний кандидат в офіцери 15-го танкового полку.
- Залізний хрест
  - 2-го класу (26 травня 1940) — як командир взводу 31-го танкового полку 5-ї танкової дивізії.
  - 1-го класу (26 лютого 1942) — як офіцер штабу 31-го танкового полку.
- Медаль «За зимову кампанію на Сході 1941/42» (15 серпня 1942) — як лейтенант резерву і офіцер штабу 1-го дивізіону 31-го танкового полку.
- Нагрудний знак «За поранення»
  - В чорному (18 березня 1943) — як обер-лейтенант резерву і командир 5-ї роти 2-го дивізіону (Пантери) 31-го танкового полку.
  - В сріблі
- Німецький хрест в золоті (2 квітня 1943) — як обер-лейтенант резерву командир 5-ї роти 2-го дивізіону 31-го танкового полку.
- Лицарський хрест Залізного хреста (17 вересня 1943) — як гауптман резерву і командир 2-го дивізіону 31-го танкового полку; нагороджений за знищення 11 радянських бойових машин.
- Нагрудний знак «За танкову атаку»
  - В сріблі (26 травня 1940) — як командир взводу 31-го танкового полку 5-ї танкової дивізії.
  - 2-го ступеня «25» (11 липня 1944) — як гауптман резерву і командир 2-го дивізіону 31-го танкового полку.
  - 3-го ступеня «50» (22 вересня 1944) — як майор і командир 2-го дивізіону 31-го танкового полку.
  - 4-го ступеня «75» (4 грудня 1944) — як майор і командир 2-го дивізіону 31-го танкового полку.